# Ziegelwerder
Ziegelwerder bezeichnet eine Binnenseeinsel im südlichen Schweriner Innensee in Mecklenburg-Vorpommern und das gleichnamige Naturschutzgebiet, welches die Insel und einen Streifen um sie herum umfasst.

## Insel Ziegelwerder
Die Insel hat eine Größe von 0,30 km². Wie ihre nordwestlich gelegene Nachbarinsel Kaninchenwerder ist Ziegelwerder in der Frankfurter Staffel der Weichseleiszeit vor etwa 20.000 Jahren entstanden und Bestandteil eines zu großen Teilen unter Wasser liegenden Höhenrückens. Der Inselkern besteht aus Geschiebemergel. In der Vergangenheit wurde auf der Insel Ton für einen Ziegeleibetrieb abgebaut und Kalk gewonnen. Daher stammt auch der Name Ziegelwerder. Durch den Betrieb war die Insel im 19. Jahrhundert nahezu baumfrei. Mittlerweile ist der nördliche Teil Privatgelände, bis 1970 gab es im nördlichen Teil zwei Bauernhöfe. Bis heute existiert eine bewohnte Hofstelle, auf der eine Person wohnt. Im Norden befinden sich zudem Uferwälder, eine Streuobstwiese. Im südlichen Teil, der nicht betreten werden darf, hat sich inzwischen Vorwald gebildet. Durch Wasserstandsabsenkungen, die mit dem Bau des Störkanals in Zusammenhang gebracht werden, konnten sich im ufernahen Bereich der Insel Strandwälle und durch Verlandung Erlenbruchwälder bilden.

## Naturschutzgebiet Ziegelwerder
Die Insel wurde 1990 unter Schutz gestellt. Zum Schutzgebiet gehören die Insel und eine 100 Meter breite ufernahe, wasserseitige Schutzzone.

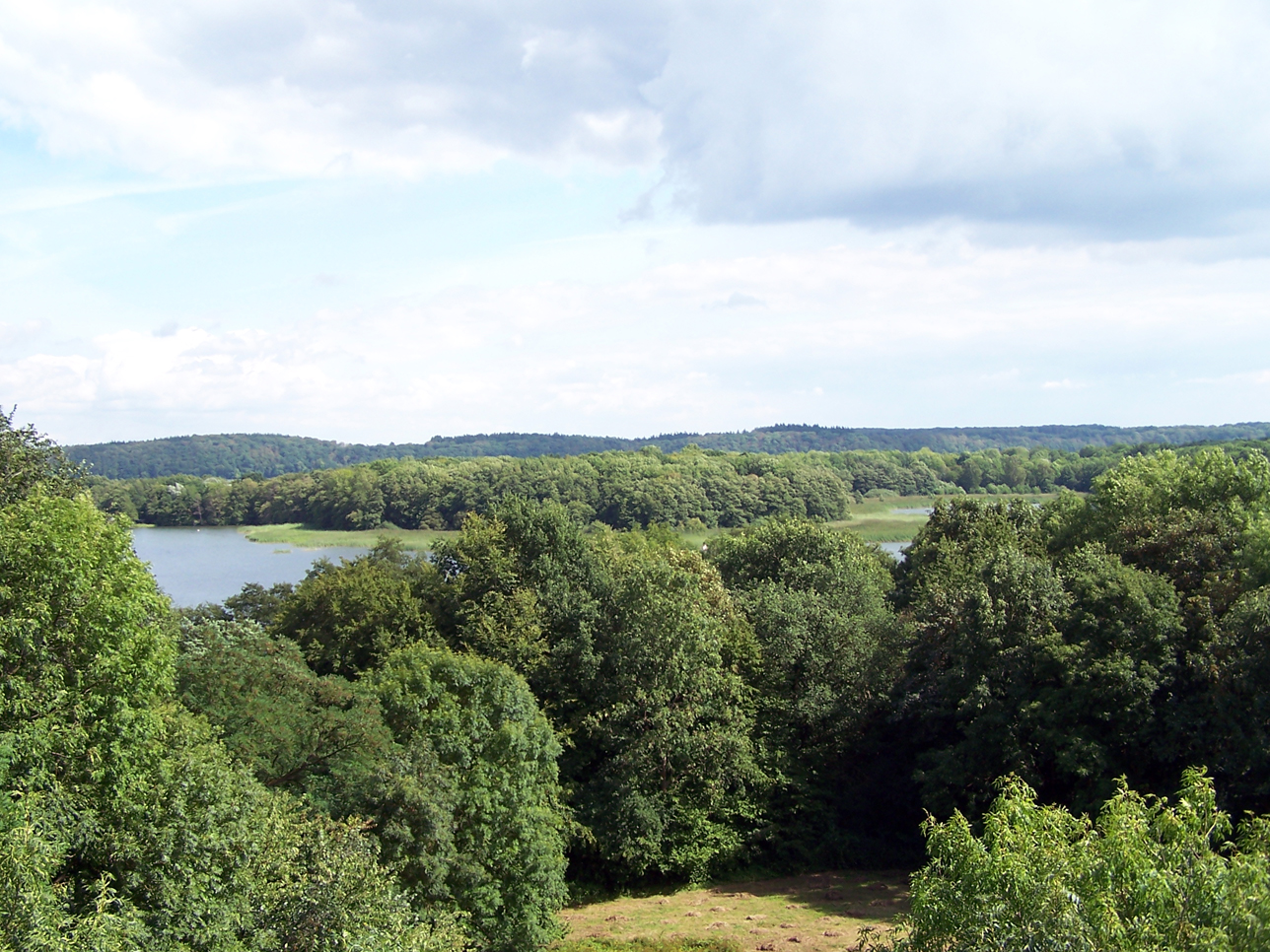
Blick auf die Westseite Ziegelwerders von Kaninchenwerder aus